# Кулига (Тюменская область)
Кулига — село в Тюменском районе Тюменской области России. Входит в состав Каменского муниципального образования. Ранее являлось центром Кулигинского сельсовета.
В Кулигинский сельсовет на 1926 год входили: деревня Космакова (Пашенка) — (русские), деревня Кулига (русские и татары), Сорокина (русские, татары), Полушинский выселок (русские), образованный в 1920 году. До этого эти населённые пункты сельсовета относились к Каменской волости.

## География
Село находится на юго-западе Тюменской области, в пределах юго-западной части Западно-Сибирской низменности, к югу от реки Туры, на расстоянии примерно 17 километров (по прямой) к северо-западу от города Тюмени. Абсолютная высота — 68 метров над уровнем моря.
Ближайшие населённые пункты: село Каменка, примыкающая с северо-востока. Ранее к селу примыкала деревня Сорокина с юго-запада и на юге, приблизительно в 7 км к югу располагалась деревня Космакова.

### Климат
Климат резко континентальный, с холодной продолжительной зимой и тёплым относительно коротким летом. Среднегодовая температура — 0,7 °C. Средняя температура воздуха самого холодного месяца (января) — −17,2 °C (абсолютный минимум — −46 °C); самого тёплого месяца (июля) — 17,8 °C (абсолютный максимум — 39 °С). Безморозный период длится 121 день. Среднегодовое количество атмосферных осадков составляет 470 мм, из которых 365 мм выпадает в тёплый период. Продолжительность залегания снежного покрова составляет в среднем 151 день.

## Население
| 2010 |
| ---- |
| 417  |

### Половой состав
По данным Всероссийской переписи населения 2010 года в половой структуре населения мужчины составляли 47,2 %, женщины — соответственно 52,8 %.

### Национальный состав
Согласно результатам переписи 2002 года, в национальной структуре населения русские составляли 94 % из 361 чел.